# Operation Ace Guard
Operation Ace Guard war der Name eines Einsatzes von Luftstreitkräften der NATO während des Zweiten Golfkriegs zum Schutz der Türkei vom 3. Januar bis zum 8. März 1991.

## Hintergrund
Im Dezember 1990 wurde durch die NATO-Außenminister bekannt gegeben, dass sie die Golf-Politik der USA unterstützen würden.
Obwohl der Irak mehrfach erklärt hatte, die Türkei nicht anzugreifen, beantragte die türkische Regierung am 17. Dezember 1990 Unterstützung durch die NATO. Auf Beschluss des Nordatlantikrats vom 2. Januar 1991 wurden innerhalb einer Woche Teile der Alliierten Mobilen Eingreiftruppe (Allied Command Europe Mobile Forces) unterstützt durch Flugabwehrraketenkräfte in den Südosten des Landes verlegt. Durch diese Maßnahme sollte ein Übergreifen des Konflikts auf die Türkei verhindert werden.

## Beteiligte Kräfte der AMF
Am 6./7. Januar 1991 wurden achtzehn deutsche Alpha Jets, achtzehn belgische Mirage und sechs italienische F-104 nach Diyarbakır und Erhaç entsandt. Ein Eingreifen in den Konflikt im Irak war nicht vorgesehen. Vielmehr sollten sie ausschließlich zur Verteidigung des türkischen Territoriums eingesetzt werden.

## Deutscher Beitrag
Deutschland entsandte 18 Kampfflugzeuge vom Typ Alpha Jet des Jagdbombergeschwaders 43 mit 219 Soldaten, zwei UH-1D-Rettungshubschrauber und zwei ABC-Spürpanzer Fuchs nach Erhaç. Dort wurden ebenfalls acht Roland-Flugabwehrraketensysteme mit 193 Soldaten eingesetzt.
Darüber hinaus verlegten zwei verstärkte Halbstaffeln des Waffensystems HAWK des Flugabwehrraketengeschwader 36 aus Bremervörde mit 178 Soldaten nach Diyarbakir.
Schutzobjekte waren die
- Pirinçlik Air Base, eine US Überhorizont Radaranlage.[5] Pirinclik ist ein Dorf 20 km westlich von Diyarbakir.
- Flughafen Diyarbakır (IATA: DIY, ICAO: LTCC). Dieser ist zivil und militärisch genutzt.

Zur Unterstützung der in der Türkei eingesetzten Kräfte wurde auf dem italienischen Militärflugplatz ein LTP aus einem so genannten Containerdorf, basierend auf HCU-Paletten, auf denen gelbe Hardtops, auch Iglu genannt, montiert waren, aufgestellt. Die Besatzung wurde durch die drei Lufttransportgeschwader unter Führung des LTG 63, dem ATOC 1 Kalkar und dem LTKdo gestellt. Der LTP diente den fliegenden Besatzungen dazu die neuesten und aktuellesten Informationen über den später zu befliegenden Luftraum zu erhalten. Dazu verfügte der LTP über eine ASCP-Zelle (Luftraumkoordinierungs-Zelle), die von Personal des ATOC 1 Kalkar betrieben wurde.